# Одноцветный земляной топаколо
Одноцветный земляной топаколо (лат. Scytalopus unicolor) — вид воробьиных птиц из семейства топаколовых (Rhinocryptidae). Подвидов не выделяют. Эндемик Перу.

## Описание
Одноцветный земляной топаколо имеет длину 10—11 см. Самцы серого цвета, верхняя сторона темнее нижней. Задняя часть тела и бока с коричневатым оттенком. Окраска оперения самок сходная, но коричневый цвет более выражен. Молодые особи коричневые сверху и тускло-жёлтые или серые снизу с пятнами на брюхе и полосами на боках.
Песня представляет собой короткую серию нот, темп которых постепенно увеличивается. Позывка состоит из единственной ноты.
Биология не исследована.

## Распространение и места обитания
Эндемик Перу, встречается только регионах Кахамарка и Ла-Либертад. Обитает в густом подлеске влажных горных лесов на восточной стороне Анд на высотах от 2000 до 3170 м над уровнем моря.